# Resolução 167 do Conselho de Segurança das Nações Unidas
Resolução 167 do Conselho de Segurança das Nações Unidas, foi aprovada em 25 de outubro de 1961, após análise do pedido da República Islâmica da Mauritânia para ser membro da Organização das Nações Unidas, o Conselho recomendou à Assembleia Geral que a Mauritânia deve ser admitido.
Foi aprovada com 9 votos, com uma abstenção da União Soviética. A República Árabe Unida votou contra.